# Magdalena Jeziorowska
Magdalena Jeziorowska, née le 22 juillet 1970 à Katowice, est une escrimeuse polonaise, pratiquant l'épée.

## Palmarès

### Championnats du monde
- 2004 à Athènes
  -  Médaille de bronze en épée par équipes

### Championnats d'Europe
- 1998 à Plovdiv
  -  Médaille de bronze en épée par équipes
- 1996 à Limoges
  -  Médaille d'or en épée individuel

### Championnats de Pologne
- en 1993 et 2000:
  - 2  Championne de Pologne en épée